# Liste von Klöstern in Russland
Die Liste von Klöstern in Russland enthält bestehende und ehemalige Klöster im heutigen Russland.

## Klöster

### Moskau
- Andronikow-Kloster
- Danilow-Kloster Sitz des Patriarchats von Moskau
- Donskoi-Kloster
- Johannes-der-Täufer-Kloster, Frauenkloster
- Krutizy
- Martha-Maria-Kloster
- Neujungfrauen-Kloster
- Nowospasski-Kloster, Neues Kloster des Erlösers
- Sretenski-Kloster
- Simonow-Kloster
- Wyssokopetrowski-Kloster

### Sankt-Petersburg
- Alexander-Newski-Kloster
- Johannes-Kloster
- Smolny-Kloster

### Oblast Archangelsk
- Alexander Oschewenski-Kloster
- Artemi-Werkolski-Kloster
- Kloster Johannes des Theologen
- Kloster Johannes des Theologen in Sura
- Koscheosero-Kloster
- Männerkloster der Dreifaltigkeit namens Antoni Siski
- Solowezki-Kloster

### Oblast Brjansk
- Swenski-Kloster

### Oblast Jaroslawl
- Erlöser-Verklärungs-Kloster, Jaroslawl
- Kloster zu Mariä Tempelgang von Tolga, Jaroslawl

### Oblast Kaliningrad
- Kloster der Heiligen Elisabeth, Slawsk

### Oblast Kaluga
- Optina-Kloster, Koselsk
- Pafnutjewo-Borowski-Kloster, Borowsk

### Oblast Kostroma
- Ipatios-Kloster, Kostroma

### Krai Krasnojarsk
- Kloster der Heiligen Dreifaltigkeit, Turuchansk

### Oblast Leningrad
- Mariä-Entschlafens-Kloster, Tichwin

### Oblast Moskau
- Dreifaltigkeitskloster, Sergijew Possad
- Kloster Neu-Jerusalem, Istra
- Josef-Wolozki-Kloster, Wolokolamsk
- Nikolo-Ugreschski-Kloster, Dserschinski
- Sawwino-Storoschewski-Kloster, Swenigorod
- Wyssozki-Kloster, Serpuchow

### Oblast Murmansk
- Kloster Petschenga

### Oblast Nischni Nowgorod
- Diwejewo-Kloster
- Makarjew-Kloster
- Sarower Kloster, Sarow

### Oblast Nowgorod
- Antoniuskloster (Nowgorod)
- Chutyn-Kloster
- Erlöser-Verklärungs-Kloster, Staraja Russa
- St.-Georgs-Kloster (Nowgorod)
- Iwerski-Kloster
- Nikolaus-Wjaschischtschi-Kloster
- Swerin-Kloster

### Krai Perm
- Belogorski-Kloster

### Oblast Pskow
- Mariä-Entschlafens-Höhlenkloster, Petschory
- Kloster Snetogorski

### Oblast Rjasan
- Kasaner Kloster
- Solotscha-Geburtskloster

### Oblast Twer
- Nilow-Kloster im Seligersee

### Oblast Wladimir
- Erlöser-Euthymios-Kloster, Susdal, UNESCO-Welterbe
- Mariä-Schutz-und-Fürbitte-Kloster, Susdal

### Oblast Wologda
- Gorizy-Kloster
- Kloster Ferapontow
- Kamenny-Kloster
- Kirillo-Beloserski-Kloster

### Republik Karelien
- Kloster Walaam

### Republik Mordwinien
- Sanaksar-Gottesmutter-Geburts-Kloster, Temnikow